# Deutsch-Polnische Akademische Gesellschaft
Die Deutsch-Polnische Akademische Gesellschaft e.V. (DPAG) war ein im April 1996 in Kiel gegründeter gemeinnütziger Verein und eine Partnerorganisation der im Mai 1993 in Krakau gegründeten Polnisch-Deutschen Akademischen Gesellschaft (polnisch Polsko-Niemieckie Towarzystwo Akademickie (PNTA)). Der Verein wurde im Jahr 2020 aufgelöst.
Die Deutsch-Polnische Akademische Gesellschaft wurde auf Initiative ehemaliger deutscher Stipendiaten der polnischen Organisation gegründet. Beide Organisationen dienten der Wissenschaft und Bildung im Geist der Völkerverständigung, um im akademischen Bereich zur Annäherung von Deutschen und Polen beizutragen.
Die DPAG hat Erfahrungen in folgenden Bereichen gesammelt:
- in der Vergabe von Semesterstipendien für Studienaufenthalte und Sprachkurse in Polen in Zusammenarbeit mit PNTA,
- in der Durchführung von Seminaren, Diskussionen und wissenschaftlichen Tagungen,
- in der Durchführung von Intensivsprachkursen für Studenten, Berufstätige und Rentner in Zusammenarbeit mit PNTA in Krakau.

Der Vereinsvorstand hatte seinen Sitz nach Berlin verlegt. Im Jahr 2002 wurde eine neue Satzung beschlossen, die den Erfordernissen hinsichtlich der Gemeinnützigkeit entspricht. Es wurden Sprachkurse beider Sprachen angeboten. 
Die Polnisch-Sprachkurse wurden im gesamten Bundesgebiet in Volkshochschulen angeboten. Außerdem organisierte die PNTA in Krakau im Frühjahr und Herbst zweiwöchige Intensivsprachkurse, an einigen polnischen Universitäten gab es auch Polnisch-Sommerkurse.
Die Deutsch-Sprachkurse fanden ebenfalls in Volkshochschulen statt. In Berlin betrieb die Berlinek-Sprachenschule Deutschkurse speziell für erwachsene Polinnen und Polen.